# Passion (Andrea e Otilia)
Passion è un singolo dei cantanti bulgari Andrea e Otilia, pubblicato il 12 dicembre 2015.
Il singolo ha visto la partecipazione del cantante giamaicano-statunitense Shaggy.